# المشرقي (دوعن)
'

تعديل مصدري - تعديل

المشرقي هي إحدى قرى عزلة صيف بمديرية دوعن التابعة لمحافظة حضرموت، بلغ تعداد سكانها 208 نسمة حسب تعداد اليمن لعام 2004.